# Federico I Gonzaga
Federico I Gonzaga (Mantua, 25 juni 1441 – aldaar, 14 juli 1484) was markgraaf van Mantua van 1478 tot 1484. Hij was de zoon en opvolger van Ludovico III en Barbara van Brandenburg-Kulmbach.
Federico kreeg een humanistische opvoeding. Wij werd door een tijdgenoot omschreven als een "vriendelijk en onderhoudend man met een bochel". In het Huis Gonzaga kwamen regelmatig erfelijke vervormingen van de ruggengraat voor.
Op 5 mei 1463 huwde hij te Mantua Margaretha van Beieren-München (München 1 januari 1442 – Mantua 14 oktober 1479), dochter van hertog Albert III van Beieren-München en Anna van Braunschweig-Grubenhagen-Einbeck (1414–1474). Zij kregen samen zes kinderen:
- Chiara (Mantua 1 juli 1464 – 2 juni 1503); ∞ (24 februari 1481) Gilbert van Bourbon (september 1443 – Pozzuoli 5 oktober 1496), graaf van Montpensier
- Francesco (1466 – 1519), markgraaf van Mantua 1484
- Sigismondo (1469 – Mantua 4 oktober 1525), bisschop van Mantua 1511-1520 en kardinaal
- Elisabetta (Mantua 1471 – aldaar 1526); ∞ (Mantua 11 februari 1489) Guidobaldo I da Montefeltro (Gubbio 1472 – Forrombrone 11 april 1508), hertog van Urbino
- Maddalena (Mantua 1472 – Pesaro 8 januari 1490); ∞ (27 oktober 1489) Giovanni Sforza (Pesaro 5 juli 1466 – aldaar 27 juli 1510), graaf van Cotignola, heer van Pesaro
- Giovanni (1474 – 23 september 1525), heer van Vescovato; ∞ (1493 Laura Bentivoglio (overleden 1523), dochter van Giovanni II Bentivoglio, heer van Bologna